# Fórmula de reducció d'LSZ

Un diagrama de Feynman que mostra la radiació d'un gluó quan s'aniquilen un electró i un positró.

En la teoria quàntica de camps, la fórmula de reducció de Lehmann–Symanzik–Zimmermann (LSZ) és un mètode per calcular els elements de la matriu S (les amplituds de dispersió) a partir de les funcions de correlació ordenades en el temps d'una teoria quàntica de camps. És un pas del camí que parteix del Lagrangià d'alguna teoria quàntica de camps i condueix a la predicció de magnituds mesurables. Porta el nom dels tres físics alemanys Harry Lehmann, Kurt Symanzik i Wolfhart Zimmermann.
Tot i que la fórmula de reducció LSZ no pot gestionar els estats lligats, les partícules sense massa i els solitons topològics, es pot generalitzar per cobrir els estats lligats, mitjançant l'ús de camps compostos que sovint són no locals. A més, el mètode, o les seves variants, també han resultat fructífers en altres camps de la física teòrica. Per exemple, en física estadística es poden utilitzar per obtenir una formulació particularment general del teorema de la fluctuació-dissipació.

## Camps dins i fora
Els elements de la matriu S són amplituds de transicions entre estats d' entrada i estats de sortida. Un en estat {\displaystyle |\{p\}\ \mathrm {in} \rangle } descriu l'estat d'un sistema de partícules que, en un passat llunyà, abans d'interaccionar, es movien lliurement amb un moment definit {p}, i, a la inversa, un estat de sortida. {\displaystyle |\{p\}\ \mathrm {out} \rangle } descriu l'estat d'un sistema de partícules que, molt després de la interacció, es mourà lliurement amb un moment definit {p}.
Els estats d'entrada i sortida són estats a la imatge de Heisenberg, per la qual cosa no s'ha de pensar que descriuen partícules en un moment determinat, sinó que descriuen el sistema de partícules en tota la seva evolució, de manera que l'element de la matriu S:
{\displaystyle S_{\rm {fi}}=\langle \{q\}\ \mathrm {out} |\{p\}\ \mathrm {in} \rangle }
és l'amplitud de probabilitat que un conjunt de partícules que es van preparar amb un moment definit {p} interaccionin i es mesuren més tard com un nou conjunt de partícules amb un moment {q}.
La manera senzilla d' incorporar i sortir estats és buscar operadors de camp adequats que proporcionin els operadors de creació i aniquilació adequats. Aquests camps s'anomenen camps d'entrada i sortida respectivament:
Només per arreglar idees, suposem que tractem amb un camp de Klein-Gordon que interactua d'alguna manera que no ens interessa:
{\displaystyle {\mathcal {L}}={\frac {1}{2}}\partial _{\mu }\varphi \partial ^{\mu }\varphi -{\frac {1}{2}}m_{0}^{2}\varphi ^{2}+{\mathcal {L}}_{\mathrm {int} }}
{\displaystyle {\mathcal {L}}_{\mathrm {int} }} pot contenir una interacció pròpia gφ3 o interacció amb altres camps, com una interacció Yukawa {\displaystyle g\ \varphi {\bar {\psi }}\psi }. A partir d'aquest Lagrangià, utilitzant les equacions d'Euler-Lagrange, l'equació del moviment és la següent:
{\displaystyle \left(\partial ^{2}+m_{0}^{2}\right)\varphi (x)=j_{0}(x)}
on, si {\displaystyle {\mathcal {L}}_{\mathrm {int} }} no conté acoblaments derivats:
{\displaystyle j_{0}={\frac {\partial {\mathcal {L}}_{\mathrm {int} }}{\partial \varphi }}}
Podem esperar que el camp interior s'assembli al comportament asimptòtic del camp lliure com x0 → −∞, fent la suposició que en el passat llunyà la interacció descrita pel corrent j0 és insignificant, ja que les partícules estan lluny les unes de les altres. Aquesta hipòtesi rep el nom d'hipòtesi adiabàtica. Tanmateix, l'autointeracció no s'esvaeix mai i, a més de molts altres efectes, provoca una diferència entre la massa lagrangiana m0 i la massa física m del bosó φ. Aquest fet s'ha de tenir en compte reescrivint l'equació del moviment de la següent manera:
{\displaystyle \left(\partial ^{2}+m^{2}\right)\varphi (x)=j_{0}(x)+\left(m^{2}-m_{0}^{2}\right)\varphi (x)=j(x)}
Aquesta equació es pot resoldre formalment utilitzant la funció de Green retardada de l'operador de Klein-Gordon {\displaystyle \partial ^{2}+m^{2}} :
{\displaystyle \Delta _{\mathrm {ret} }(x)=i\theta \left(x^{0}\right)\int {\frac {\mathrm {d} ^{3}k}{(2\pi )^{3}2\omega _{k}}}\left(e^{-ik\cdot x}-e^{ik\cdot x}\right)_{k^{0}=\omega _{k}}\qquad \omega _{k}={\sqrt {\mathbf {k} ^{2}+m^{2}}}}
que ens permet separar la interacció de la conducta asimptòtica. La solució és:
{\displaystyle \varphi (x)={\sqrt {Z}}\varphi _{\mathrm {in} }(x)+\int \mathrm {d} ^{4}y\Delta _{\mathrm {ret} }(x-y)j(y)}
El factor Plantilla:Sqrt és un factor de normalització que serà útil més endavant, el camp φin és una solució de l'equació homogènia associada a l'equació del moviment:
{\displaystyle \left(\partial ^{2}+m^{2}\right)\varphi _{\mathrm {in} }(x)=0,}
i per tant és un camp lliure que descriu una ona entrant impertorbada, mentre que l'últim terme de la solució dóna la pertorbació de l'ona deguda a la interacció.
El camp φin és, de fet, el camp in que estàvem buscant, ja que descriu el comportament asimptòtic del camp en interacció com x0 → −∞, encara que aquesta afirmació es farà més precisa més endavant. És un camp escalar lliure per la qual cosa es pot expandir en ones planes:
{\displaystyle \varphi _{\mathrm {in} }(x)=\int \mathrm {d} ^{3}k\left\{f_{k}(x)a_{\mathrm {in} }(\mathbf {k} )+f_{k}^{*}(x)a_{\mathrm {in} }^{\dagger }(\mathbf {k} )\right\}}
on:
{\displaystyle f_{k}(x)=\left.{\frac {e^{-ik\cdot x}}{(2\pi )^{\frac {3}{2}}(2\omega _{k})^{\frac {1}{2}}}}\right|_{k^{0}=\omega _{k}}}